# Cartulaire AA 84
 (octobre 2020).
Le cartulaire AA 84 est le premier cartulaire municipal de la ville de Douai, réalisé entre le début du XIVe siècle et le début du XVIIe siècle. 

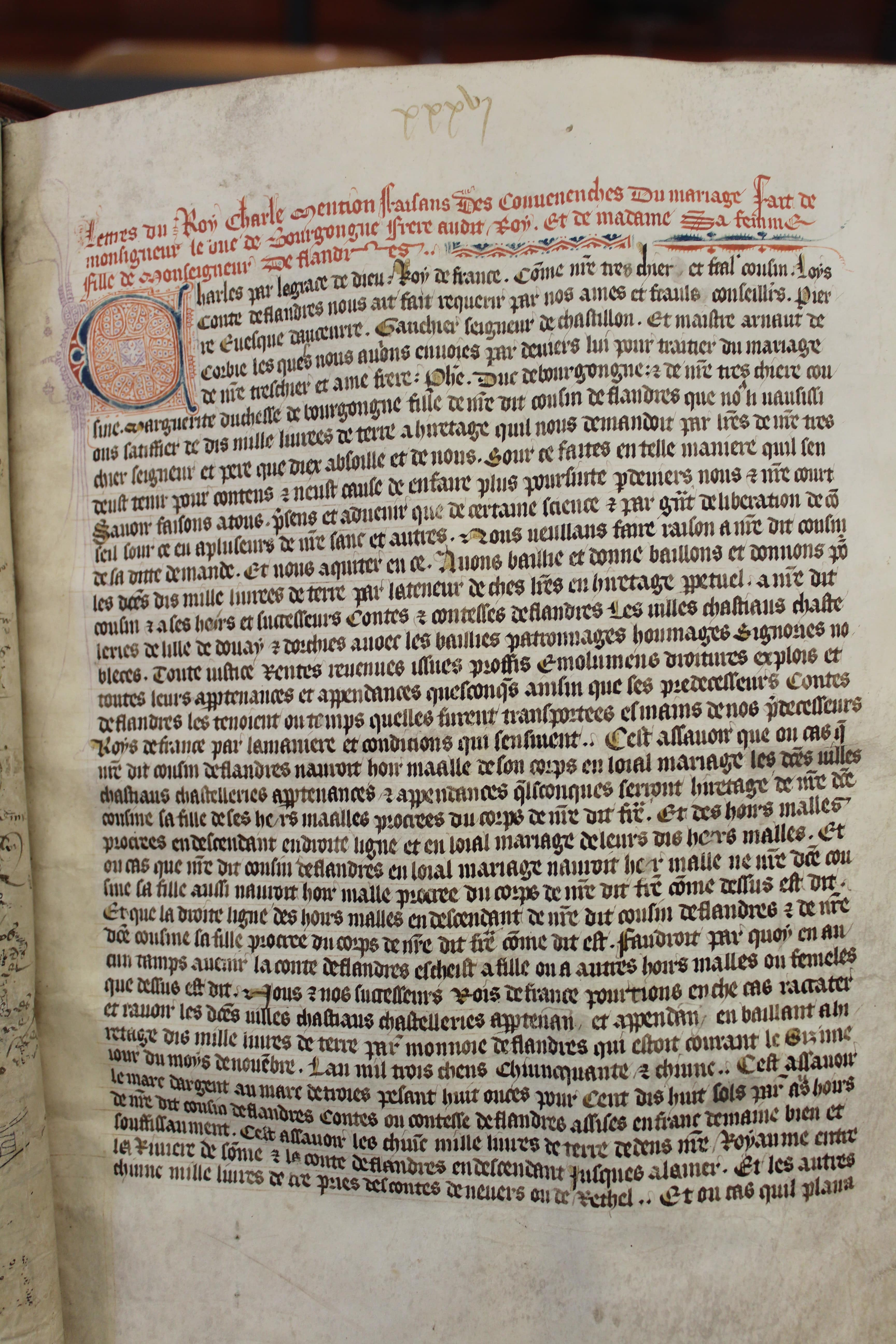
Folio 36 recto du manuscrit coté AA 84 (archives communales de Douai), orné d'une initiale filigranée.

## Présentation du manuscrit
Le cartulaire AA 84, anciennement coté T, aussi désigné Premier registre aux privilèges ou Registre estant en halle, en vélin, couvert de cuir roux avec des cloux de cuivre, est un manuscrit conservé aux archives municipales de Douai. Il contient les copies de 94 actes accordés à la ville et par la ville au Moyen Âge et au début de l'époque moderne et qui comptent parmi les actes fondateurs de la ville, comme le dénote sa place dans le cadre de classement. 
Assemblage de vingt-deux cahiers de parchemin formant un ensemble complet de 101 feuillets, il s'agit d'un cartulaire in-folio de grand format (250 × 350 × 50 mm) vraisemblablement commandé par les échevins et originellement conservé à la Halle ou Maison de ville (l'équivalent de l'Hôtel de ville) afin d'assurer la transmission de ces documents fondamentaux pour la commune et de lui permettre de défendre ses droits, libertés et privilèges preuves à l'appui, à une période d'essor de l'usage de l'écrit.

## Description du contenu
Le cartulaire AA 84 se caractérise par l'amplitude chronologique de son contenu. Réalisé sur le long terme, il est possible d'identifier plusieurs grandes strates de composition, dont une correspond aux règnes des derniers Capétiens directs, une autre à celui de Charles V, période qui prépare le basculement de la ville sous l'égide bourguignonne, ou encore une à celui de Charles Quint. 
Les actes majoritairement représentés au sein du cartulaire sont des chartes d'octroi ou de confirmation de libertés, droits et privilèges qui peuvent toucher divers aspects de la vie communale, des modalités d'action et des critères d'éligibilité des échevins aux exemptions d'impôt en passant par les dons et ventes de terrains alentour ou les ventes de droits de perception d'impôts au profit de la ville. Les principaux émetteurs de ces actes sont les rois de France, en tant que suzerains, et les comtes de Flandre puis les ducs de Bourgogne qui accaparent le titre à dater du décès de Louis de Male en 1384.

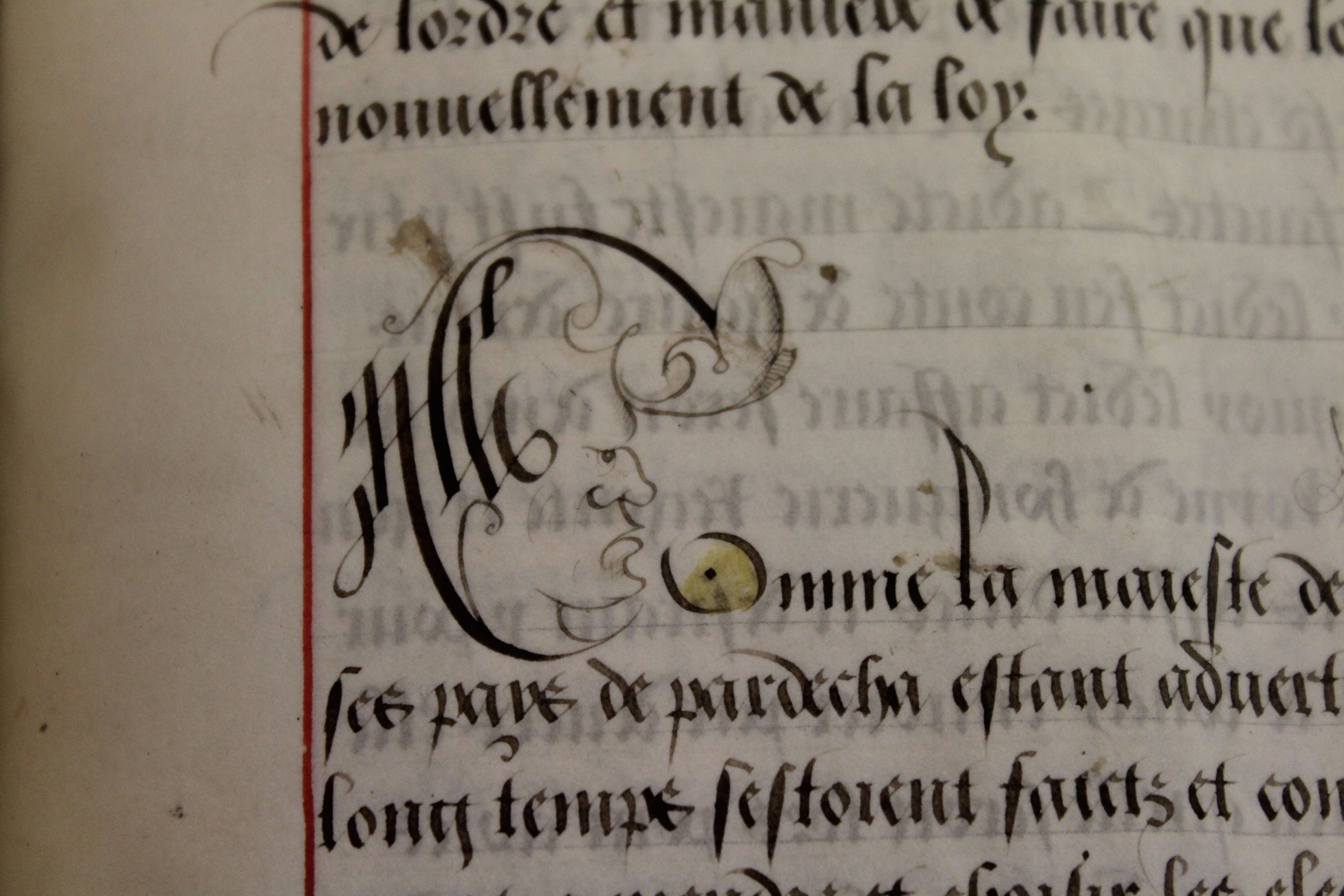
Initiale cadelée présente au recto du folio 86 du manuscrit coté AA 84 (archives communales de Douai)

Afin de rehausser le prestige des chartes, de leurs émetteurs et des communes destinataires, certaines d'entre elles bénéficient de mises en page relativement luxueuses, décorées de lettrines se déclinant sous la forme de lettres ornées, filigranées ou cadelées, et qui pour certaines sont tracées à l'encre bleue et rouge.
En outre, le cartulaire s'ouvre sur une table liminaire, seule partie médiévale précisément datée du manuscrit. Elle est rédigée par "Henry Du Four, procureur de la ville de Douay" en 1488, près d'un siècle et demi après la datation estimée des folios porteurs des premières copies. Cette table permet de saisir le caractère composite du contenu documentaire du manuscrit.
Enfin, l'une des caractéristiques majeures de ce cartulaire est le fait que les copies d'actes originaux en latin sont quasi-systématiquement assorties d'une traduction en "roman", c'est-à-dire, en l'occurrence, en français. L'accès au document pour ses contemporains en est d'autant plus facilité, et témoigne d'un souci de transparence et de compréhension des textes fondateurs à l'égard des membres de la communauté qui en bénéficie. 

## Études en cours et passées
Le cartulaire AA 84 présente l'intérêt de pouvoir être abordé sous des angles radicalement différents. D'une part, il peut être étudié en tant qu'objet matériel dans une perspective d'histoire du livre ou d'histoire des pratiques de l'écrit, qui recoupe des aspects aussi variés que la codicologie, la paléographie, ou encore la diplomatique.
D'autre part, en tant que manuscrit, l'étude de ce document sous le prisme de l'histoire culturelle et sociale permet de saisir non seulement les fonctions que revêt l'écrit à partir du XIVe siècle mais aussi sa place croissante dans la société médiévale.
Le contenu factuel, quant à lui, constitue une source sur la fonction politique attribuée à l'écrit à travers ce cartulaire, autant par les émetteurs des chartes qu'il contient que par leurs bénéficiaires, qui sont à l'origine de leur copie et de leur mise en codex. En doublant et pérennisant ces documents, au début d'un XIVe siècle politiquement troublé, ces dernières témoignent des rapports entretenus entre la ville et, entre autres, le roi de France ou le comte de Flandre.
Ce cartulaire permet pleinement de comprendre que dès le Moyen Âge l'écrit n'est pas un simple medium, mais un support actif et lesté d'une grande charge symbolique. Il est par ailleurs possible, ponctuellement, de percevoir l'ampleur du réseau de professionnels de l'écrit (scribes, notaires et même procureur de la ville) chargés de sa production par les échevins, et donc de l'importance de cette mission dans le jeu d'influences régional.
D'autre part, ce cartulaire pourrait constituer une source pour des études d'histoire urbaine et économique. Les actes fondateurs de la commune, et en particulier ceux par lesquels elle a reçu ses libertés et privilèges, permettent de saisir les mécanismes d'affirmation et de croissance de la ville.
Enfin, la cohabitation du latin et du français permet d'envisager une étude d'ordre linguistique, qu'il s'agisse de la question de la coexistence des deux langues et de la prise d'influence du français sur le latin dans le Nord de la France, ou de celle du rapport entre versions copiées voire traduites et originales.
Ce manuscrit a fait l'objet de plusieurs analyses et descriptions, d'abord en 1805 puis en 1809 par "Guilmot", d'après les annotations portées sur le premier folio, qui correspond vraisemblablement à Pierre-Joseph Guilmot, et dans un second temps par l'abbé Chrétien Dehaisnes, qui dresse l'Inventaire analytique des archives communales antérieures à 1790, série AA pour la ville de Douai en 1874. Après l'incendie qui détruit l'imprimerie lilloise Danel, chargée des tirages, et la quasi-totalité des exemplaires, le 7 décembre de la même année, l'Inventaire est remanié et publié par l'archiviste Jules Lepreux entre 1875 et 1876. Le cartulaire y bénéficie d'une notice détaillée acte par acte, dotée d'un système de renvoi aux originaux, quand ils existent encore, conservés aux archives communales de Douai.